# FKジェレズニク1930
フドバルスキ・クルブ・ジェレズニク1930（セルビア語: Фудбалски клуб Железник 1930, セルビア・クロアチア語: Fudbalski klub Železnik 1930）は、セルビアのベオグラード・ジェレズニクをホームタウンとするサッカークラブである。

## 歴史
1930年に創設された。
2004-05シーズンにはセルビア・モンテネグロカップ優勝を果たした。

## 歴代所属選手
- スルジャン・ペツェリ 1993-1994
- プレドラグ・ヨヴァノヴィッチ 1995-1996, 1998-1999
- ゾラン・ヤンコヴィッチ 1996-1998
- イヴァン・ドゥディッチ 1998
- ニコラ・ラゼティッチ 1998
- ニコラ・ミヤイロヴィッチ 1999-2003
- デヤン・ダミャノヴィッチ 2000-2003
- オリヴェル・コヴァチェヴィッチ 2001-2005
- マルコ・デヴィッチ 2002-2003
- ミラン・ヨヴァノヴィッチ 2002-2003
- ヴラディミル・マティヤシェヴィッチ 2002-2005
- ヨヴァン・マルコスキ 2002-2005
- マルコ・ロミッチ 2002-2005
- ケテレシュ・ラースロー 2003
- ミラン・ビシェヴァツ 2004